# تیگران چوگوریان
تیگران چوگوریان (ارمنی: Տիգրան Չյոկուրյան; انگلیسی: Dikran Chökürian؛ ۱۸۸۴ – ۱۹۱۵) یک روزنامه‌نگار، نقاش، و نویسنده اهل ارمنستان بود.
وی در کودکی والدینش را از دست داد و یتیم‌خانه بزرگ شد. چوگوریان در سال ۱۹۰۷ از کالج بربریان در کنستانتینوپل فارغ‌التحصیل شد و در مدارس ارمنیان به عنوان معلم مشغول به کار شد. پس از انتشار مجموعه داستان‌های کوتاهش تحت عنوان «آواهای سرزمین پدری» (به ارمنی: Հայրենի Ձայներ) در سال ۱۹۱۰ به شهرت رسید. بین سال‌های ۱۹۱۱ تا ۱۹۱۲ به همراه Mikayel Samtancean گاهنامه Ostan را در استانبول به چاپ می‌رساند. وی در سال ۱۹۱۵ در جریان نسل‌کشی ارمنی‌ها به همراه دیگر روشنفکران ارمنی توسط حکومت ترکان جوان عثمانی کشته شد.